# 토니 뱅크스
토니 뱅크스(영어: Tony Banks, 1950년 3월 27일 ~ )는 주로 록 밴드 제네시스의 키보디스트이자 창립 멤버로 알려진 영국의 음악가, 작곡가, 가수, 영화 작곡가이다. 뱅크스는 또한 프로그레시브 록, 팝, 클래식 음악에 이르는 여섯 개의 솔로 스튜디오 음반을 발표하며 다작하는 솔로 아티스트이다.
2010년, 뱅크스는 제네시스의 멤버로서 로큰롤 명예의 전당에 입성했다. 2011년, 그는 뮤직레이더의 역대 가장 위대한 키보드 연주자 27명의 명단에 포함되었다. 2015년, 그는 프로그레시브 뮤직 어워드에서 "프로그 신"으로 명명되었다.

## 음반 목록

### 솔로
- A Curious Feeling (1979)
- The Fugitive (1983)
- Bankstatement (1989)
- Still (1991)
- Strictly Inc (1995)
- Seven: A Suite for Orchestra (2004)
- Six Pieces for Orchestra (2012)
- Five (2018)